# Bischofsweihen für die Priesterbruderschaft St. Pius X.
Die Bischofsweihen für die Priesterbruderschaft St. Pius X. begründeten im Jahr 1988 die endgültige kirchenrechtliche Trennung der bereits 1976 kirchenrechtlich aufgehobenen, ihr Wirken aber fortsetzenden Priesterbruderschaft St. Pius X. von der Römisch-Katholischen Kirche. Durch die Weihe von vier Bischöfen gegen den ausdrücklichen Willen des Papstes zogen sich die Weihespender ebenso wie die Weihekandidaten die Exkommunikation latae sententiae zu, die der Vatikan erst 2009 für die zu diesem Zeitpunkt noch lebenden Akteure aufheben sollte. Auch nach dieser Aufhebung blieb der kirchenrechtliche Status der Priesterbruderschaft indes irregulär; die Piusbruderschaft wird von Rom nicht als Teil der katholischen Kirche anerkannt. Gespräche über eine Verständigung sind bislang nicht erfolgreich. Über die Frage einer Wiederholung der Ereignisse von 1988 in der Zukunft wird spekuliert.

## Vorgeschichte

Emblem der Priesterbruderschaft St. Pius X.: die vereinten Herzen Jesu und Mariens unter einer Kreuzeskrone

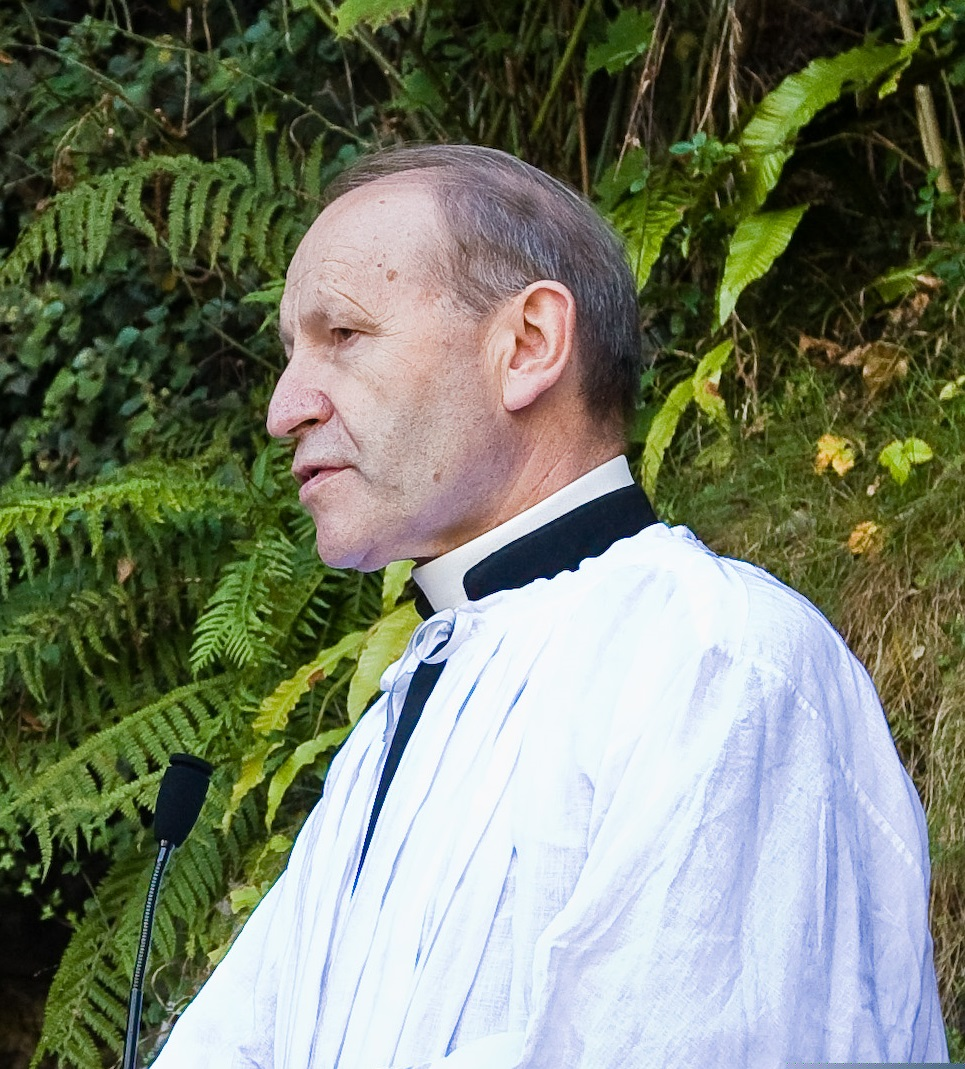
Pater Franz Schmidberger, hier in Lourdes (Frankreich), 2008, war zum Zeitpunkt der Bischofsweihen Generaloberer der Piusbruderschaft

Erzbischof Marcel Lefebvre (1905–1991) gründete 1970 die Priesterbruderschaft St. Pius X. in Reaktion auf von ihm abgelehnte vermeintliche modernistische Tendenzen in der Römisch-Katholischen Kirche, vor allem durch das Zweite Vatikanische Konzil (1962–1965) und die Liturgiereform Papst Pauls VI. Da er sich weigerte, die Heilige Messe (auch) im neuen Ritus zu zelebrieren und ohne die Erlaubnis des Vatikans Priesterweihen spendete, wurde er am 22. Juli 1976 von Paul VI., der ihm Ungehorsam vorwarf, suspendiert. Durch diese Sanktion war es dem Erzbischof verboten, von seiner Weihegewalt Gebrauch zu machen, insbesondere die Eucharistie zu feiern oder die Beichte oder irgendein anderes Sakrament zu spenden. Als Gründe für die Maßnahme wurden die Ablehnung der Beschlüsse des Zweiten Vatikanischen Konzils, die Missachtung des Leitungsamts des Papstes und der Verstoß gegen die Einheit der Kirche angegeben. Bei der Suspendierung handelte es sich um eine Beugestrafe, die den Betroffenen zu einer Aufgabe des Verhaltens veranlassen soll, welches die Suspendierung erforderlich machte. Eine solche Verhaltensänderung war bei Lefebvre jedoch nicht zu beobachten, weswegen die Suspendierung nicht aufgehoben wurde, sondern bis zu den Bischofsweihen im Jahr 1988 bestehen blieb.
Die Priesterbruderschaft selbst wurde durch den Ortsbischof, Pierre Mamie, am 6. Mai 1975 aufgehoben. Lefebvre schöpfte die gegen diese Maßnahme zulässigen Rechtsmittel aus, es blieb aber bei der Entscheidung, die, wie Lefebvre mitgeteilt wurde, mit der „vollen Billigung“ des Papstes ergangen sei. Der damalige Kardinalstaatssekretär, Kardinal Villot teilte in einem Schreiben an die Bischofskonferenzen mit: „Eines ist sicher, die ‚Priesterbruderschaft Heiliger Pius X.‘ existiert nicht mehr.“ Trotz der juristischen Niederlagen hielt Lefebvre indes auch hier an seiner Haltung fest und die Priesterbruderschaft St. Pius X. setzte ohne kirchenrechtlichen Status ihre Arbeit fort.
Spätestens ab dem Frühjahr 1987 ist belegt, dass Lefebvre, der sich Sorgen um den Fortbestand der Bruderschaft nach seinem Tode machte, weil er nicht annahm, dass sich ein Bischof fände, der bereit wäre, neue Priester für die Bruderschaft zu weihen, daran dachte selbst Bischofsweihen vorzunehmen. Eine entsprechende Ankündigung machte Lefebvre etwa am 29. Juni 1987 anlässlich einer von ihm durchgeführten Priesterweihe in Econe.
Diese Bestrebungen wurden in Rom mit Sorge beobachtet; denn nach katholischem Verständnis darf ein Bischof zwar keine Bischöfe ohne päpstlichen Auftrag weihen, wenn er es jedoch gleichwohl tut, ist die Weihe in der Regel gültig. Der unerlaubt geweihte Bischof ist zwar ein Schismatiker, steht aber dennoch in der Apostolischen Sukzession und kann, wenn auch weiterhin unerlaubt, die Weihegewalt selbst ausüben. Die unerlaubte Weihe eines Bischofs kann somit der Grundstein für den Aufbau einer Gegenkirche sein.

## Vermittlungsbemühungen
Nach dem Tod von Papst Paul VI. und dem Amtsantritt seines Nachfolgers Johannes Paul II. versuchte auch dieser, die Möglichkeiten einer Verständigung auszuloten, ohne dass es zu einer Einigung gekommen wäre. Nach der deutlichen Ablehnung des von Johannes Paul II. initiierten Weltgebetstreffens in Assisi im Jahr 1986 durch die Piusbruderschaft verschlechterte sich das Verhältnis zwischen beiden Seiten weiter. Nachdem die Gespräche seitens der Kurie ursprünglich vor allem von dem späteren Kardinal Henri Schwery geführt worden waren, vertraute Johannes Paul II. das Problem der Piusbruderschaft nunmehr dem Präfekten der Glaubenskongregation, Joseph Kardinal Ratzinger an. In einem Schreiben des Papstes vom 8. April 1988 an Kardinal Ratzinger wurde die Vermeidung eines Schismas ausdrücklich zur Maxime der Handlungen des Apostolischen Stuhls erklärt.

### Visitation
Nach der erwähnten Ankündigung Lefebvres kam es im Sommer 1987 zu Gesprächen zwischen dem Erzbischof und Kardinal Ratzinger, infolge derer eine Apostolische Visitation der Bruderschaft angeordnet wurde, um die diese selbst in den Jahren zuvor mehrfach gebeten hatte. Am 17. Oktober 1987 wurde der Präsident des Päpstlichen Rates für die Familie, Édouard Kardinal Gagnon zum Visitator bestimmt. Lefebvre, der bereits den 27. Dezember 1987 als Termin für die Bischofsweihen in Aussicht genommen hatte, wollte sich dieser Einigungsoption nicht entziehen. Am 3. Oktober 1987 anlässlich einer Messe zur Feier seines 40. Bischofsjubiläums erklärte er vor den Gläubigen: „Das ist ein Hoffnungsschimmer ... Wenn Rom uns eine wahrhafte Unabhängigkeit geben will, diejenige, die jetzt haben, aber mit der Unterwerfung – wir wollen sie, wir haben es immer gewünscht, dem Heiligen Vater unterworfen zu sein – ... wenn Rom damit einverstanden ist, dass wir das Experiment der Tradition machen, dann sind die Schwierigkeiten beseitigt.“
In der Predigt zur Weihe der von ihm ernannten Bischöfe sollte Lefebvre erneut darauf hinweisen, dass es ein Erfolg der Bruderschaft sei, nach ihrer Aufhebung durch die Römische Kirche und vierzehn Jahre nach der letzten Visitation erneut Gelegenheit zu haben, Rom die tatsächlichen Verhältnisse vor Augen zu führen.
Die Visitation dauerte vom 11. November bis zum 8. Dezember 1987. In dieser Zeit besuchte Gagnon die wichtigsten Einrichtungen der Bruderschaft in Frankreich, der Schweiz und Deutschland, meist begleitet von dem Luxemburger Camille Perl, dessen Wirken später eng mit dem Phänomen des Traditionalismus verbunden sein sollte. Nach dem Eindruck der Priesterbruderschaft war Gagnon mit allem, was er vorfand sehr zufrieden, insbesondere auch im Hinblick auf die Priesterausbildung. In das Goldene Buch des Priesterseminars von Econe trug er ein: „Möge die Unbefleckte Jungfrau unsere innigen Gebete erhören, damit das in diesem Haus wunderbar vollbrachte Werk der Ausbildung seine ganze Strahlkraft für das Leben der Kirche findet.“ Zum Ende der Visitation nahm Gagnon öffentlich an dem Pontifikalamt des eigentlich suspendierten Erzbischofs Lefebvre teil.

### Das Abkommen vom 5. Mai 1988
Als die Gerüchte um eine mögliche Bischofskonsekration Rom erreichten, traf sich Papst Johannes Paul II. dort mit Joseph Kardinal Ratzinger, Kardinal Edouard Gagnon und Henri Schwery. Im Ergebnis wurde die Bildung einer Kommission unter Führung Ratzingers beschlossen, die versuchen sollte, einen endgültigen Bruch mit der Piusbruderschaft zu verhindern. In der Folge fanden Gespräche zwischen Ratzinger und Lefebvre in Ratzingers Wohnung in Rom statt.
Am 5. Mai 1988 unterzeichneten Lefebvre und Ratzinger als Präfekt der Glaubenskongregation ein Abkommen, das der Priesterbruderschaft einen kirchenrechtlichen Status als Gesellschaft des Apostolischen Lebens und nicht mehr nur, wie vor ihrer Aufhebung als Frommer Vereinigung verschaffen sollte und die Weihe von Bischöfen insoweit in Aussicht stellte, als die Übereinkunft die an den Papst gerichtete Bitte um die Weihe eines Bischofs aus der Bruderschaft vorlegte. Im Gegenzug hatte Lefebvre die Gültigkeit der Messe und der Sakramente, wie in den Bestimmungen Pauls VI. niedergelegt, akzeptiert und die allgemeine Disziplin der Kirche, vor allem der Bestimmungen des Corpus Iuris Canonici von 1983 anerkannt.
Tatsächlich sollte das Abkommen keinen Bestand haben, wobei die einzelnen Umstände seiner Erfolglosigkeit in Rom und Econe unterschiedlich gesehen wurden. In seiner Biographie über Benedikt XVI. berichtet Peter Seewald, Bischof Schwery habe gleich, als er von dem Abkommen erfuhr davor gewarnt, dass es keinen Bestand haben könne: „Jedes Mal, wenn Lefebvre mir etwas versprochen hatte, war er anderntags nicht mehr derselben Meinung, nachdem er seine engen Mitarbeiter konsultiert hatte, insbesondere Pater Franz Schmidberger.“
Am nächsten Tag soll Ratzinger dann Schwery erklärt haben, Lefebvre habe angerufen, um zu sagen, dass er seine Unterschrift zurückziehe.
Umgekehrt berichtet Franz Schmidberger in seinen Erinnerungen, Lefebvre habe nach intensivem Nachdenken erkannt, dass die Rahmenbedingungen des Protokolls keinen hinreichenden Schutz des Fortbestands der Priesterbruderschaft darstelle. Lefebvre solle deswegen in einem Brief vom 6. Mai 1988 auf die Unzulänglichkeit des Protokolls, insbesondere im Hinblick auf das Datum der Bischofsweihe hingewiesen habe. In der Darstellung Schmidbergers sei dies aber kein Widerruf der Unterschrift gewesen: „Der Erzbischof hatte genaugenommen das Protokoll nicht aufgekündigt, wohl aber um entsprechende Präzisierungen gebeten. Der Kardinal antwortete noch am gleichen Tag: Der Prozess der Versöhnung könne unter diesen Bedingungen nicht fortgesetzt werden. Auch betrachtete man den an den Papst gerichteten Brief des Erzbischofs vom 5. Mai als nicht ausreichend; man ließ Monseigneur einen Textentwurf zukommen, in dem er sich entschuldigen würde für das Unrecht, das er dem Heiligen Stuhl zugefügt habe.“
Trotz weiterer Gespräche zwischen Ratzinger und Lefebvre kam es zu keiner erneuten Einigung. Weder über die Zahl der zu ernennenden Bischöfe, noch über die in Betracht kommenden Personen, noch über den Zeitpunkt der Bischofsernennungen konnte ein Konsens erzielt werden. Der Kardinal erklärte, es werde mehr Zeit benötigt, die Personalakte über die Weihekandidaten zu prüfen; umgekehrt argwöhnte Erzbischof Lefebvre, der zu diesem Zeitpunkt immerhin schon 84 Jahre alt war, Rom versuche, die Weihe eines Bischofs bis nach seinem Tod hinauszuzögern.

## Im Vorfeld der Weihezeremonie
Nachdem er sein Vertrauen in eine konsensuale Lösung aufgegeben hatte, entschied sich Lefebvre, wissend, dass das den Bruch mit Rom bedeutet, zur Weihe der Bischöfe zu dem von ihm geplanten Termin am 30. Juni 1988 in Econe. Jetzt wurden die Weihekandidaten auch der Presse vorgestellt.

## Die Weihekandidaten
Die Weihe empfingen schließlich Bernard Fellay, Alfonso de Galarreta, Bernard Tissier de Mallerais und der 2012 wegen Ungehorsams aus der Bruderschaft ausgeschlossene Richard Williamson. Die Auswahl soll auf einer Verständigung zwischen Erzbischof Lefebvre und dem Generaloberen der Bruderschaft, Franz Schmidberger, beruhen. Am 15. Juni 1988 wurden die Kandidaten der Öffentlichkeit im Rahmen einer Pressekonferenz vorgestellt.

### Bernard Fellay

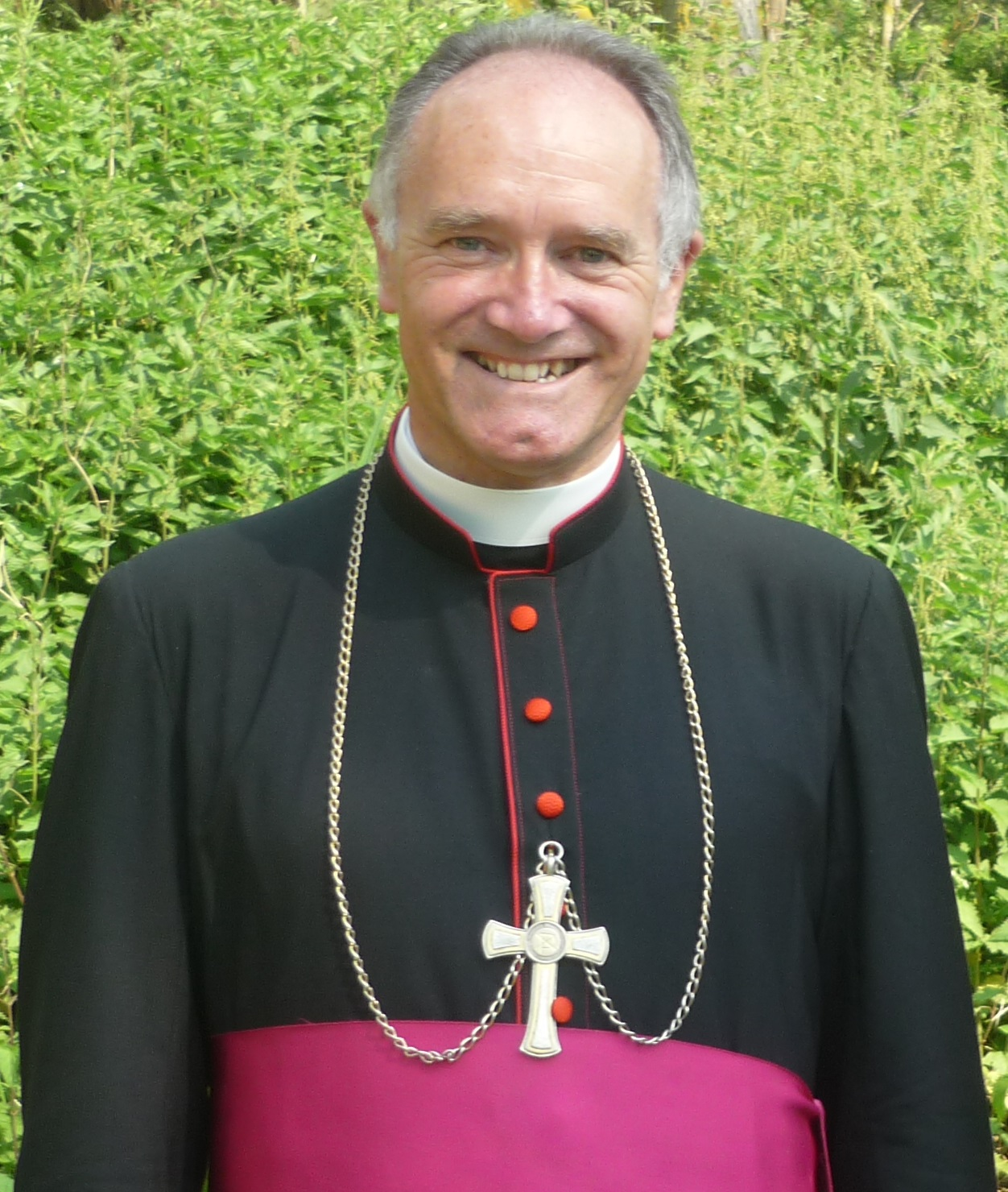
Bernard Fellay (2012)

Der 1958 geborene Schweizer Bernard Fellay war der jüngste unter den neu geweihten Bischöfen. Er war 1982 durch Erzbischof Lefebvre zum Priester geweiht worden und war in der Bruderschaft vor allem als Ökonom tätig, ehe er 1994 zum Generaloberen gewählt wurde. Dieses Amt, in dem er 2006 bestätigt wurde, hatte er bis 2018 inne.

### Alfonso de Galarreta

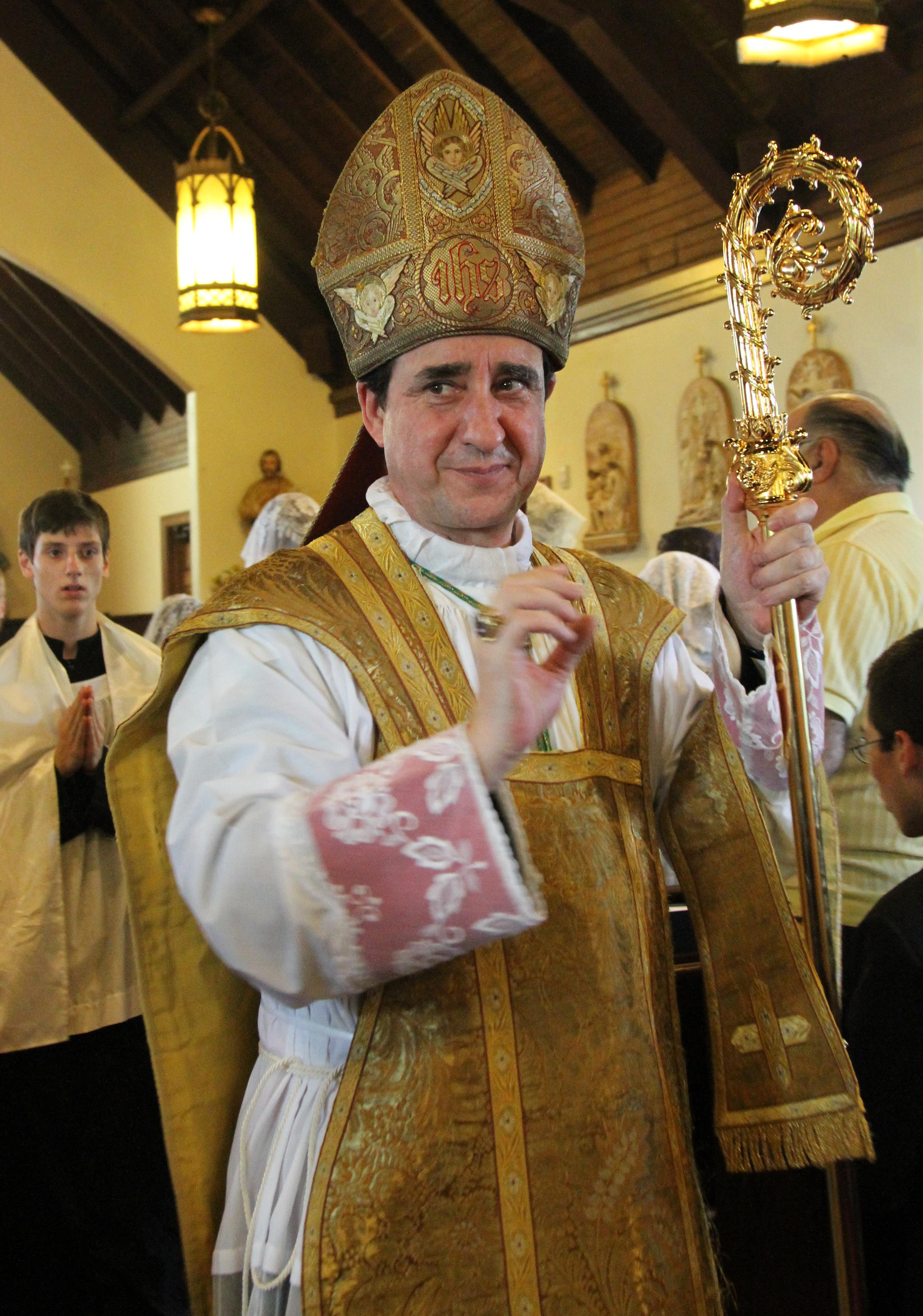
Alfonso de Galarreta

Der Spanier Alfonso de Galarreta wurde 1957 geboren. Seine Ausbildung absolvierte er ab 1975 im Priesterseminar von La Plata sowie ab 1978 im Seminar der Piusbruderschaft in Econe. Seine Priesterweihe empfing er 1980 von Erzbischof Lefebvre. Vor seiner Bischofsweihe war er Leiter des Distrikts Südamerika der Bruderschaft.

### Tissier de Mallerais

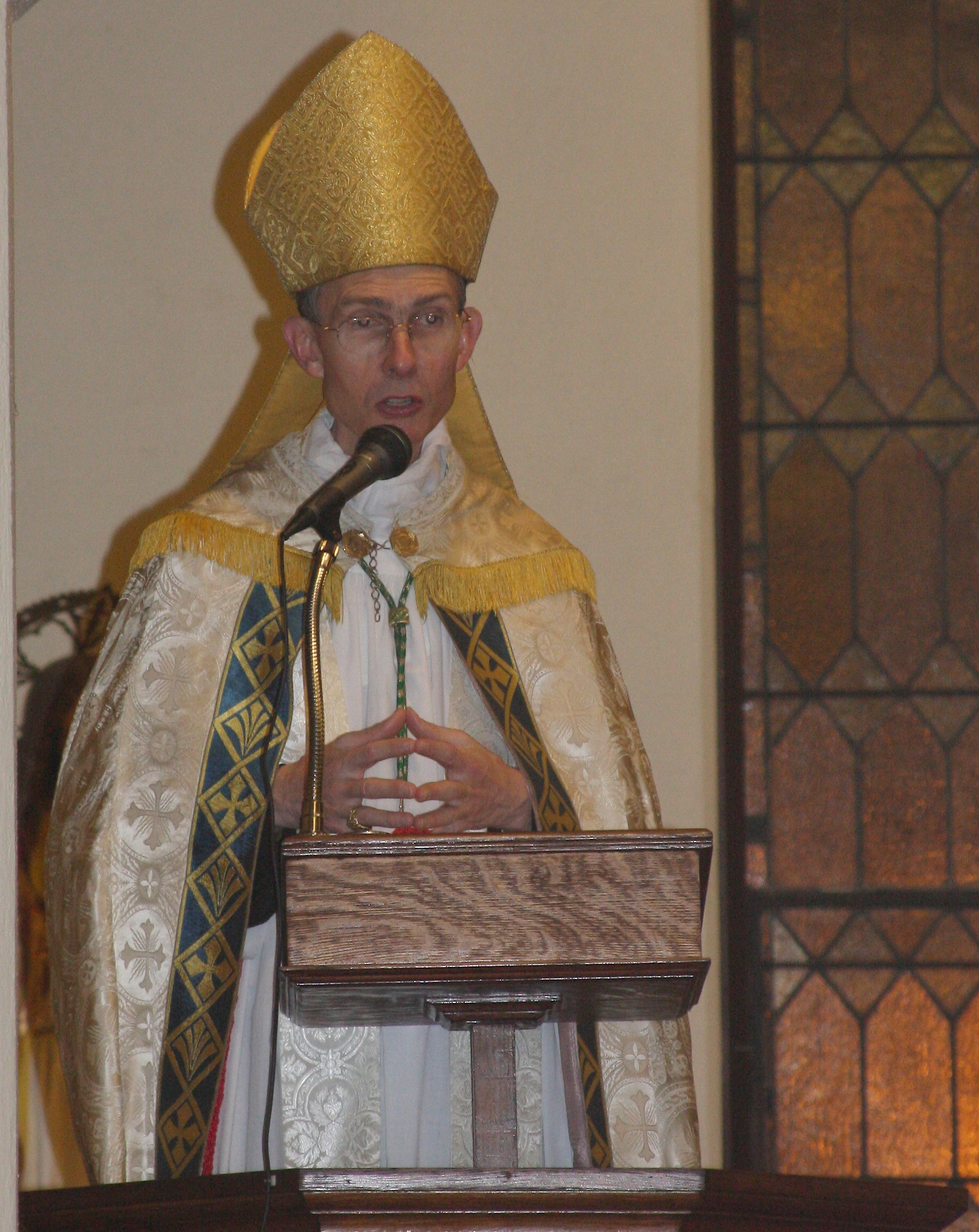
Bernard Tissier de Mallerais

Bernard Tissier de Mallerais wurde 1945 in Frankreich geboren. In das Seminar der Piusbruderschaft trat er 1969 als einer der ersten Seminaristen ein und wurde 1975 in Econe zum Priester geweiht. Vor seiner Bischofsweihe wirkte er als Regens des Priesterseminars und als Generalsekretär der Piusbruderschaft.
Nach seiner Weihe sollte er im Jahr 1991 seinerseits den mit der Piusbruderschaft befreundeten Geistlichen Licínio Rangel zum Bischof weihen. 2008 legte er eine umfangreiche Biographie über den Gründer der Bruderschaft, Erzbischof Lefebvre, vor. Tissier de Mallerais starb im Oktober 2024 im Alter von 79 Jahren an den Folgen eines Treppensturzes.

### Richard Williamson
Der Engländer Richard Williamson wurde 1940 geboren und war der älteste unter den Weihekandidaten. 1971 konvertierte er zum Katholizismus und wurde 1976 von Erzbischof Lefebvre zum Priester geweiht. Vor seiner Bischofsweihe war er als Professor am Seminar in Econe tätig und ab 1983 Regens des von der Piusbruderschaft in den Vereinigten Staaten unterhaltenen Priesterseminars in Ridgefield. 2012 wurde Williamson wegen Ungehorsams gegenüber den Oberen aus der Bruderschaft ausgeschlossen.
Nach seinem Ausschluss aus der Priesterbruderschaft St. Pius X. nahm Williamson noch weitere Bischofsweihen vor, wodurch er sich erneut die Exkommunikation zuzog. Er verstarb im Januar 2025.

### Hintergründe
Auffällig war, dass Schmidberger selbst nicht unter den Weihekandidaten war. Die Gründe hierfür schildert Schmidberger in seinen Erinnerungen wie folgt: „Warum war der Generalobere nicht unter den Kandidaten? Dafür gab es gewichtige Gründe. Zunächst einmal hatte Kardinal Gagnon bei seiner Visitation gesagt, der Generalobere der Gemeinschaft solle nicht Bischof sein. Sodann war die Verteidigung der Bischofskonsekrationen für den Generaloberen viel leichter, wenn er selbst nicht direkt betroffen war. Schließlich waren auf die Konsekration hin Strafmaßnahmen, möglicherweise sogar die Exkommunikation von Seiten Roms zu erwarten. Sollten dann neue Gespräche für eine kirchenrechtliche Lösung in Gang kommen, so war es für Rom bei dieser Disposition einfacher zu verhandeln, als mit einem möglicherweise exkommunizierten Generaloberen.“

## Die Weihespender

### Marcel Lefebvre

Marcel Lefebvre

Hauptkonsekrator war Erzbischof Lefebvre selbst. Lefebvre war kurze Zeit nach seiner Priesterweihe in die Mission gegangen und wirkte als Apostolischer Delegat und als Erzbischof von Dakar. Nachdem er auf Wunsch von Papst Johannes XXIII. auf das Erzbistum verzichtet und Platz für einen einheimischen Bischof gemacht hatte, wurde er zum Bischof von Tulle benannt. Er blieb dies aber nur wenige Monate, bis er zum Oberen seines Ordens gewählt wurde. Nach dem Zweiten Vatikanischen Konzil gab er auch dieses Amt auf und gründete die Priesterbruderschaft St. Pius X.

### Antônio de Castro Mayer

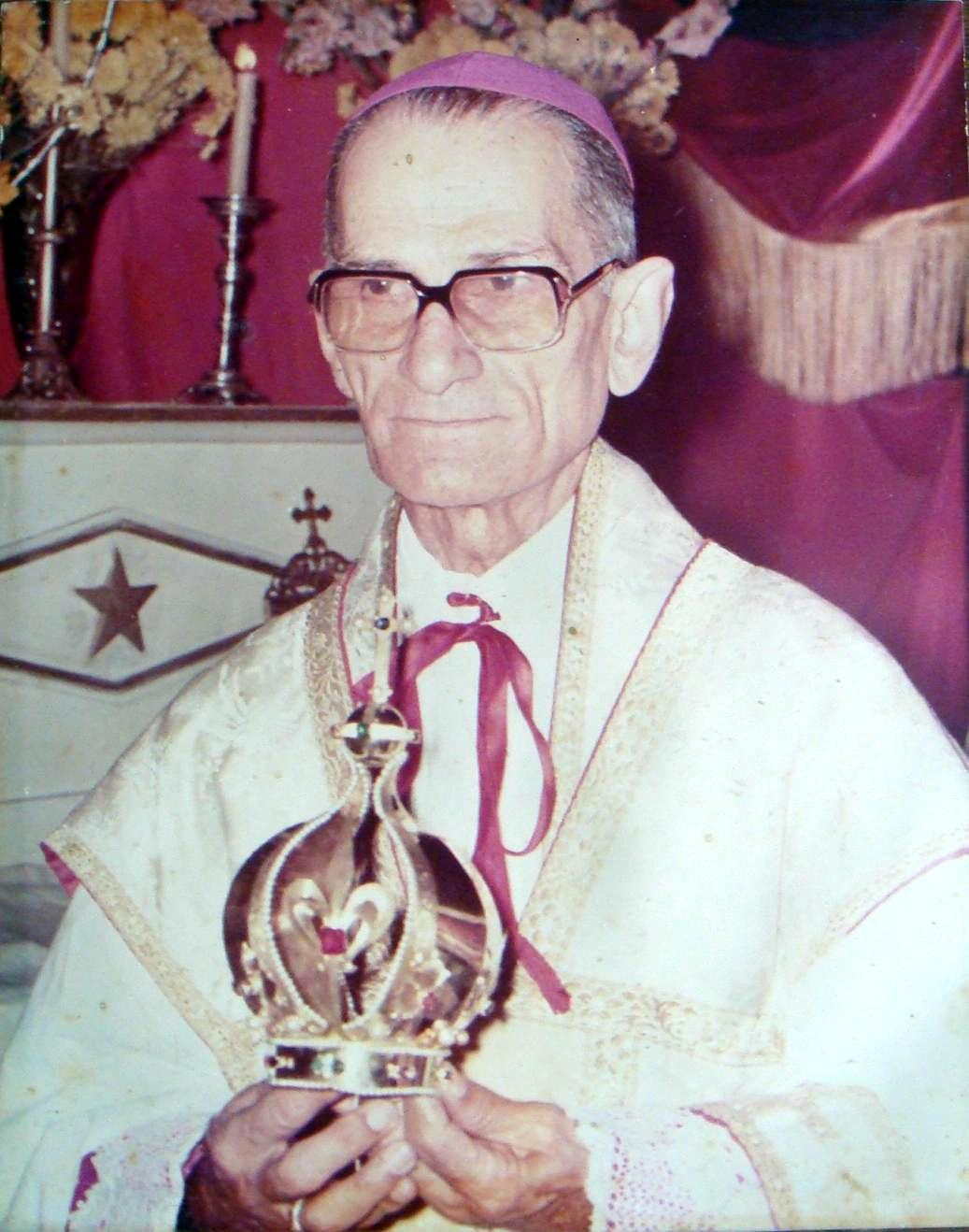
Antônio de Castro Mayer

Als Mitkonsekrator fungierte Bischof Antônio de Castro Mayer (1904–1991). Mayer hatte in dem von ihm geleiteten Bistum Campos die Einführung der neuen Liturgie verweigert und nach seinem Rücktritt 1981 die dem alten Ritus verpflichtete Vereinigung vom hl. Johannes Maria Vianney gegründet. Als diese selbst nach dem Tode ihres Gründers im Jahre 1991 keinen Bischof mehr hatte, sicherten die für die Priesterbruderschaft St. Pius X. geweihten Bischöfe das Überleben der Gemeinschaft, indem sie einen von Mayer geweihten Priester, Licínio Rangel (1936–2002), zum Bischof weihten. Weihespender war Tissier des Mallerais und die Mitkonsekratoren Richard Williamson und Alfonso de Galarreta.
Rangel söhnte sich freilich ab 2000 mit Rom aus und 2002 kehrte die Gemeinschaft vom hl. Johannes Maria Vianney als Personaladministration in die volle Gemeinschaft mit der römisch-katholischen Kirche zurück.

## Die Zeremonie
Die Weihefeierlichkeiten fanden am 30. Juni 1988 in Écône statt.

### Weihepredigt
Erzbischof Levebvre hielt die Predigt, in der er zugleich eine Rechtfertigung seiner Entscheidung, die Bischöfe gegen den Willen des Papstes zu weihen, verteidigte.
Neben einigen Erklärungen zum Ablauf und dem hier nicht im Wortlaut zitierten Hinweis, dass die Weihekandidaten schon vor der Zeremonie den Antimodernisteneid geleistet hatten, geht Lefebvre darauf ein, dass die Weihen kein schismatischer Akt sein sollen. Er beruft sich dabei, wie später die gesamte Priesterbruderschaft, auf eine Notstandslage, weil ohne Bischöfe keine Priester mehr für die Bruderschaft geweiht werden könnten und er die Seminaristen als Waisen zurücklassen müsste. Gleichzeitig rechtfertigt er den Abbruch der Verhandlungen mit Rom, weil er, hätte er am Abkommen vom 5. Mai festgehalten, die Bruderschaft an Kardinal Ratzinger und somit den Geist des zweiten Vatikanums und des interreligiösen Treffens von Assisi ausgeliefert hätte. Mit der Weihe hingegen setze die Bruderschaft nur das Werk der Tradition fort. Er erwähnte dabei, dass er die Worte, er habe weitergegeben, was er empfangen habe, gern auf seinem Grabstein sehen würde, was nach seinem Tode tatsächlich umgesetzt werden sollte. Unter Verweis auf mehrere Marienerscheinungen, in denen vorausgesagt worden sei, dass Rom sich vom Glauben abkehren werde führt er abschließend aus, dass er gegenwärtig nicht sagen könne, wann die Tradition in Rom wieder einziehen würde.
Der Predigttext lautete in einer von der Bruderschaft selbst auf ihrer Internetpräsenz veröffentlichten Übersetzung von Ferdinand Steinhart auszugsweise wie folgt:

„Im Namen des Vaters und des Sohnes und des Heiligen Geistes. Amen.
Exzellenz, lieber hochwürdigster Herr Bischof de Castro Mayer! Meine geliebten Freunde! Meine geliebten Brüder! wir sind hier zu einer sicher historischen Zeremonie versammelt. Und zu Beginn der Ansprache, die ich bei diesem Anlass an Sie richten will, möchte ich Ihnen einige Informationen geben.
Über deren erste werden Sie sich vielleicht etwas wundern, wie sie auch mich selbst überrascht hat. Gestern Abend um 18 Uhr kam ein Abgesandter der Nuntiatur in Bern mit einem Brief, der einen Appell des Heiligen Vaters enthielt, mit dem er mir ganz einfach einen Wagen zur Verfügung stellte, der mich gestern, noch am selben Abend nach Rom bringen sollte, um zu vermeiden, dass ich heute diese Weihen vornehme – ohne mir zu sagen, warum ich mich nach Rom begeben sollte und wohin in Rom. – Mehr weiß ich nicht – aber jedenfalls wurde mir ein Wagen zur Verfügung gestellt, um gestern um 18 Uhr unverzüglich nach Rom zu fahren. Sie werden selbst urteilen, wie zweckmäßig und sinnvoll diese Aufforderung war.
Ich war im Lauf dieses Jahres viele Tage, ja Wochen in Rom . der Heilige Vater hat mich nicht eingeladen, ihn zu besuchen. Ich wäre zweifellos glücklich gewesen., ihn besuchen zu dürfen, wenn definitive Abmachungen zustande gekommen wären. Das wäre also die erste Information. Ich teile sie Ihnen so mit, wie ich sie selbst gestern durch einen Brief der Nuntiatur erhalten habe.
…
Es ist notwendig, dass Sie gut verstehen, warum wir um nichts auf der Welt mit dieser Zeremonie ein Schisma wollen. Wir sind keine Schismatiker. Wenn über die Bischöfe Chinas, die sich von Rom getrennt und die sich der chinesischen Regierung unterworfen haben, die Exkommunikation ausgesprochen wurde, versteht man sehr gut, warum Papst Pius XII. das getan hat. Für uns aber kommt es absolut nicht in Frage, uns von Rom zu trennen und uns irgend einer Rom fremden Macht zu unterwerfen und eine Art Parallelkirche zu gründen, wie es zum Beispiel die Bischöfe von Palmar de Troya in Spanien gemacht haben, die einen Papst ernannt, die ein Kardinalskollegium gegründet haben. Für uns kommen derartige Dinge auf keinen Fall in Frage! Ferne von uns seien so erbärmliche Gedanken, wie die, uns von Rom zu trennen. Ganz im Gegenteil, wir nehmen diese Zeremonie vor, um unsere Verbundenheit mit Rom zu manifestieren, um unsere Verbundenheit mit der Kirche aller Zeiten zu manifestieren, mit dem Papst und mit allen jenen, die die Vorgänger des Papstes waren, die nun seit dem Zweiten Vatikanischen Konzil leider gemeint haben, Irrtümer annehmen zu müssen, schwere Irrtümer, die im Begriffe sind, die Kirche zu zerstören und das katholische Priestertum zu vernichten.
…
Nichts liegt mir ferner, als mich zum Papst zu erheben! Ich bin nur ein Bischof der katholischen Kirche, der fortfährt, die Lehre weiterzugeben. ‚Accepi quod et tradidi vobis.‘ Ich glaube, ich werde mir wünschen, dass man das auf mein Grab schreibt – es wird zweifellos nicht lange auf sich warten lassen – dass man auf mein Grab schreibt: "Tradidi qud et accepi", diese Worte des hl. Paulus: ‚Ich habe empfangen, was ich Euch auch überliefert habe‘. (1. Kor. 11, 23) …
Mir scheint, meine lieben Brüder, dass ich die Stimme aller jener Päpste seit Gregor XVI. höre, die Stimme Pius’ IX., des hl. Pius X., Benedikt XV., Pius’ XI., Pius’ XII., die uns zurufen: ‚Aber um Gottes Willen, um Gottes willen, was macht ihr aus unserer Lehre, aus unserer Predigt, aus dem katholischen Glauben? Wollt ihr ihn aufgeben? Wollt ihr zulassen, dass er in dieser Welt ausstirbt? Um Gottes Willen, ihr müsst doch fortfahren, diesen Schatz zu bewahren, den wir euch übergeben haben! Lasst die Gläubigen nicht im Stich! Lasst die Kirche nicht im Stich! Setzt die Kirche fort! Denn seit dem Konzil wird sogar das, was wir verurteilt haben, von den römischen Bischöfen angenommen und gelehrt. Wie ist das möglich? Wir haben den Liberalismus verurteilt, wir haben den Kommunismus verurteilt, den Sozialismus und den Modernismus, den Sillonismus: Alle diese Irrtümer, die wir verurteilt haben, werden doch jetzt von den Behörden der Kirche gelehrt, angenommen, verfochten! Ist das möglich? Wenn ihr nichts tut, um die Tradition der Kirche, die wir euch anvertraut haben, fortzusetzen, wird alles verloren sein! Die Kirche wird untergehen, die Seelen sind alle verloren!‘
Wir befinden uns in einer Situation des Notstandes. Wir haben alles getan, um zu versuchen, Rom begreiflich zu machen, dass man zu jener Haltung des verehrten Pius XII. und aller seiner Vorgänger zurückkehren muss. ... Dieser Ökumenismus und alle diese Irrtümer, dieser Kollegialismus, alles das widerspricht dem glauben der Kirche, ist im Begriff, die Kirche zu zerstören. Deshalb sind wir überzeugt, dass wir mit der heutigen Bischofskonsekration dem Aufruf der angeführten Päpste und daher dem Anruf Gottes gehorchen, denn Sie repräsentieren Unseren Herrn Jesus Christus in der Kirche.
"Und warum, Monseigneur, haben Sie jene Gespräche abgebrochen, die doch einen gewissen Erfolg zu haben schienen?" Deshalb, weil zur selbst Zeit, als ich meine Unterschrift unter das Protokoll setzte, der Abgesandte von Kardinal Ratzinger, der mir dieses Protokoll zur Unterschrift vorgelegt hat, mir einen Brief vorgelegt hat: ich solle für die Irrtümer, die ich begangen hätte, um Verzeihung bitten. Wenn ich im Irrtum bin, wenn ich Irrtümer lehre, ist es klar, dass man mich zur Wahrheit, zum Geist jener zurückführen muss, die mir dieses Blatt übersenden, um zu unterschreiben, dass ich meine Irrtümer einsehe. Das heißt mit anderen Worten: ‚Wenn Sie Ihre Irrtümer einsehen, werden wir Ihnen helfen, zur Wahrheit zurückzukehren.‘ Was ist aber diese Wahrheit für sie, wenn nicht die Wahrheit des Zweiten Vatikanischen Konzils, die Wahrheit dieser konziliaren Kirche? Das ist ganz klar. Folglich ist auch klar, dass für den Vatikan die einzige Wahrheit, die heute existiert, die konziliare Wahrheit ist, die Wahrheit dieses ‚Geistes des Konzils‘: Es ist der Geist von Assisi. Das ist heute ‚die Wahrheit‘. Aber die wollen wir nicht um alles in der Welt, nicht um alles in der Welt! Angesichts dieses festen Willens der gegenwärtigen römischen Behörden, die Tradition zu vernichten und alle in diesen Geist des Zweiten Vatikanischen Konzils hineinzuziehen, in diesen Geist von Assisi, haben wir vorgezogen, uns zurückzuziehen. Da konnten wir nicht mehr zustimmen, das war unmöglich.
Es war für uns nicht möglich, uns einer solchen Obrigkeit zu unterwerfen, denn wir wären natürlich der Amtsgewalt von Kardinal Ratzinger unterstanden, des Präsidenten dieser römischen Kommission, die uns hätte leiten sollen. Wir hätten uns daher ihm ausgeliefert und somit den Händen jener, die uns dem Geist des Konzils und dem Geist von Assisi unterwerfen wollen. Das ist unmöglich!
Wir haben daraufhin einen Brief an den Papst gesandt und ihm ganz klar gesagt: Das ist nicht möglich. Das können wir nicht.  ... Das wird so lange dauern, wie es der liebe Gott vorsieht. Es ist mir nicht gegeben, zu wissen, wann die Tradition in Rom ihre Rechte zurückgewinnen wird. Aber ich halte es für meine Pflicht, die Mittel und Wege für ein Unternehmen zu bereiten, das ich als Unternehmen des Überlebens bezeichnen möchte, als ‚Operation Überleben der Tradition‘. Dieser Tag heute ist die ‚Operation Überleben‘. Wenn ich dieses Unternehmen aber gemeinsam mit Rom durchgeführt und die Absprachen, die wir unterschrieben haben, weitergeführt hätte, würde ich eine ‚Operation Selbstmord‘ durchführen.
Das kann ich nicht! Es gibt keine Wahl. Es ist meine Pflicht, alles zu tun, dass wir überleben! Und daher bin ich überzeugt, dass ich heute durch die Konsekration dieser Bischöfe die Tradition fortsetze und ihr helfe, zu überleben, ihr, das heißt der katholischen Kirche!
Sie wissen ja, meine lieben Brüder, sie wissen sehr gut, dass es ohne Bischöfe keine Priester geben kann. Von wem werden also alle diese Seminaristen, die hier anwesend sind, das Sakrament der Priesterweihe empfangen, wenn mich der liebe Gott morgen ruft? Und das wird sicher nicht lange auf sich warten lassen. Vielleicht von konziliaren Bischöfen, deren Sakramente alle zweifelhaft sind, weil man nicht genau weiß, welche ihre Intentionen sind? Das ist nicht annehmbar. Und welche Bischöfe haben wirklich die Tradition bewahrt, haben die Sakramente so bewahrt, wie sie die Kirchen durch zwei Jahrtausende, bis zum Zweiten Vatikanischen Konzil gespendet hat? Nun, Bischof de Castro Mayer und ich. Ich habe diese Tatsache weder verschuldet, noch kann ich sie ändern. Und so haben sich viele Seminaristen uns anvertraut, haben gesehen, dass hier bei uns die Kontinuität der Kirche gewahrt ist, die Kontinuität dessen, was Tradition ist, und sind also, trotz der Schwierigkeiten, denen sie begegnet sind, in unsere Seminare gekommen, um eine wahre Priesterweihe zu empfangen und das wahre Opfer von Kalvaria darzubringen, das wahre heilige Messopfer, und um Ihnen die wahren Sakramente zu spenden, die wahre Lehre zu verkünden, um den wahren Katechismus zu unterrichten. Das ist das Ziel dieser Seminare.
…
So danken wir Ihnen also, dass Sie so zahlreich gekommen sind, um uns bei dieser Zeremonie zu bestärken, und wenden uns der allerseligsten Jungfrau Maria zu. Sie wissen, meine lieben Brüder, man muss es Ihnen ja gesagt haben, dass Leo XIII. auf Grund einer prophetischen Vision, die er hatte, gesagt hat: Der Stuhl Petri wird eines Tages der Sitz der Gottlosigkeit sein. Er sagte das in einem seiner Exorzismen, im ‚Exorzismus Leo XIII.‘. Trifft das schon heute zu, oder wird das erst morgen sein? Ich weiß es nicht. Aber jedenfalls wurde es angekündigt. Gottlosigkeit, dass kann auch ganz einfach die Irrlehre sein. Die Irrlehre ist Gottlosigkeit. Nicht mehr den glauben aller Zeiten bekennen, den katholischen Glauben nicht mehr bekennen, ist ein schwerer Irrtum. Wenn es eine Gottlosigkeit gibt, so ist es diese heutige große Gottlosigkeit! Und ich glaube wirklich sagen zu können, dass es in der Kirche noch nie eine größere Gottlosigkeit gegeben hat, als jenen Tag von Assisi, der gegen das erste Gebot Gottes und ebenso gegen den ersten Artikel des Credo verstoßt. Unglaublich, dass sich etwas Derartiges jemals in der Kirche ereignen konnte, vor den Augen der ganzen erniedrigten Kirche. Niemals haben wir eine derartige Erniedrigung erlitten. Übrigens können Sie das in dem Büchlein von Abbé le Roux finden, das herausgegeben wurde, um Sie über die heutige Situation in Rom anschaulich zu unterrichten.
…
Wir vertrauen uns also der Vorsehung an, und wir sind überzeugt, dass der liebe Gott weiß, was er tut, und dass sich in einigen Jahren vieles ändern kann, so etwa wie heute, wo Kardinal Gagnon seine Visitation vorgenommen hat, vierzehn Jahre nach unserer ersten Visitation durch Rom, wo wir dann suspendiert wurden, wo man uns als außerhalb der Gemeinschaft mit Rom erklärt hat, als ‚gegen den Papst‘ hingestellt hat, als Rebellen, als Dissidenten, vierzehn Jahre lang. Und jetzt kommt wieder eine Visitation von Rom und Kardinal Gagnon selbst erklärt, dass das, was wir tun, ohne Zweifel dasjenige erreichen wird, was für den neuerlichen Wiederaufbau der Kirche notwendig sein wird. Und dann hat er selbst auf pontifikale Weise bei der Messe assistiert, die ich am 8. Dezember 1987 zur Gelöbniserneuerung unserer Seminaristen zelebriert habe, obwohl ich doch von Rom aus gesehen suspendiert war und nicht mehr hätte die Sakramente vollziehen dürfen! Vierzehn Jahre danach also gibt man uns praktisch eine Unbedenklichkeitsbescheinigung mit den Worten: ‚Sie haben es gut gemacht.‘ Wir haben also richtig gehandelt, wenn wir Widerstand geleistet haben.
Ich bin daher überzeugt, dass wir uns heute in derselben Lage befinden. Wir vollziehen erneut einen Akt, der nur dem Anschein nach unzulässig ist. Die Massenmedien helfen uns leider nicht in diesem Sinn, denn die Zeitungen werden uns natürlich mit titeln wie ‚Das Schisma‘, ‚Die Exkommunikatio‘n bedenken, so viel sie nur können. Wir aber sind überzeugt, dass alle diese Anklagen gegen uns, alle diese über uns verhängten Strafen absolut null und nichtig sind! Daher lassen wir das alles völlig unbeachtet, wie wir auch die Suspension gänzlich unbeachtet gelassen haben und nun von der Kirche und selbst von der progressistischen Kirche beglückwünscht wurden. Und ebenso werden wir in einigen Jahren – wann, weiß ich nicht, der liebe Gott allein kennt die Zahl der Jahre, die notwendig sind bis zu dem Tag, an dem die Tradition in Rom wieder zu ihrem Recht kommt – von den römischen Autoritäten umarmt werden, die uns danken werden, dass wir den Glauben in den Seminaren, in den Familien, in den Gemeinwesen, in unseren Ländern, in den Klöstern, in den Ordenshäusern aufrecht erhalten haben zur größeren Ehre Gottes und zum Heil der Seelen.
Im Namen des Vaters und des Sohnes und des Heiligen Geistes. Amen.“

### Apostolisches Mandat
Eine Schwierigkeit im liturgischen Ablauf war, dass es an einem aus Rom gesandten päpstlichen Mandat fehlte. Levebvre hatte deswegen den Text des Mandats selbst verfasst. Der in der Zeremonie als Presbyter-Assistent auftretende Franz Schmidberger las ihn vor:

„‚Habt Ihr einen apostolischen Auftrag?‘
Wir haben ihn.
Wir haben ihn von der heiligen römischen Kirche, welche den von den Aposteln empfangenen heiligen Traditionen immer treu ist und uns vorschreibt, dass wir diese Traditionen, das heißt das Glaubensgut, allen Menschen zum Heil ihrer Seelen treu übermitteln.
Da nun seit dem Zweiten Vatikanischen Konzil bis zum heutigen Tag die Autoritäten der römischen Kirche vom Geist des Modernismus beseelt sind und so, gegen die heilige Traditionen handelnd, ‚die gesunde Lehre nicht ertragen und das Gehör von der Wahrheit abwenden, den Fabeln dagegen sich zuwenden‘, wie der heilige Paulus in seinem zweiten Brief an Timotheus sagt (4, 3-4), erachten wir alle von diesen Autoritäten verhängten Strafen und Zensuren für null und nichtig.
Aber auch ‚ich nehme ab und die Zeit meiner Auflösung steht bevor‘. Ich höre die Stimmen, die zu mir rufen, dass ihnen das Brot des Lebens, das Christus ist, gegeben werde. Deshalb, da ich mich über die Menge erbarme, ist es mir die ernsteste Aufgabe, meine Bischofsgnade diesen teuersten Priestern weiterzugeben, damit auch sie vielen und heilig lebenden, gemäß den Traditionen der heiligen katholischen Kirche unterrichteten Klerikern die Priestergnade verleihen können.
Gemäß diesem Auftrag der allzeit treuen heiligen römischen Kirche erwählen wir diese hier gegenwärtigen Priester zu Bischöfen der heiligen römischen Kirche als Auxiliarbischöfe der Priesterbruderschaft St. Pius X.“

### Ausklang der Feier
Den Erinnerungen Schmidbergers zufolge soll Lefebvre nach der Zeremonie heiter und gelöst aufgetreten sein, wissend, dass sein Werk, die Priesterbruderschaft, und damit auch die Heilige Messe in ihrer überlieferten Form, weiterbestände.

## Gültigkeit der Weihen
Innerhalb der Römischen Kirche werden die Weihen weitgehend als offenkundig unerlaubt, gleichwohl aber gültig in dem Sinne angesehen, dass die Geweihten Träger der Apostolischen Sukzession sind und im Falle der Versöhnung mit dem Papst und der Römischen Kirche die sich aus der Weihe ergebenden bischöflichen Vollmachten ausüben können. Dem widerspricht die Stellungnahme Kardinal Müllers anlässlich der Aufhebung der Exkommunikation nicht, dass die Geweihten auch danach nur „als einfache Priester“ eingesetzt werden könnten, weil Müller einen Verzicht auf die Ausübung der Rechte forderte, nicht deren Vorhandensein bestritt.
In einigen Gruppen des Sedisvakantismus werden die Weihen hingegen für ungültig gehalten, weil bereits Zweifel an der Gültigkeit der Weihen von Erzbischof Lefebvre geäußert werden, die darauf beruhen, dass Erzbischof Lienhardt, der Lefebvre zum Priester und zum Bischof weihte, Anhänger der Freimaurer gewesen sein soll, weswegen zweifelhaft sei, ob er die nötige Weiheintention, verstanden als den subjektiven Willen gültig einen Priester oder Bischof zu weihen, besessen habe.

## Reaktion Roms
Die Kurie reagierte einerseits mit der strikten Anwendung der kirchenrechtlichen Bestimmungen, andererseits mit dem Versuch, Strukturen zu schaffen, durch die die Auswirkungen des Schismas begrenzt werden konnten.

### Exkommunikation
Entsprechend den kirchenrechtlichen Bestimmungen stellte der Präfekt der Bischofskongregation, Kardinal Bernardin Gantin fest, dass die Weihespender sich ebenso wie die Geweihten die Tatstrafe der Exkommunikation zugezogen hatten. Das auf den 1. Juli 1988 datierte, von Kardinal Gantin unterzeichnete Dekret lautet wörtlich:

„Msgr. Marcel Lefebvre, emeritierter Erzbischof von Tulle, hat – trotz ausdrücklichem monitums vom 17. Juni und der wiederholten Bitten, er möge von seinem Vorhaben absehen – durch die Bischofsweihe von vier Priestern ohne päpstlichen Auftrag und gegen den Willen des Papstes einen Akt schismatischer Natur gesetzt und sich damit die von can. 1364 § 1 und can. 1382 des Codex des kanonischen Rechts vorgesehene Strafe zugezogen.
Ich erkläre mit allen rechtlichen Folgen, dass sowohl der obengenannte Msgr. Marcel Lefebvre als auch Bernard Fellay, Bernard Tissier de Mallerais, Richard Williamson und Alfonso de Galarreta ‚ipso facto‘ sich die dem Apostolischen Stuhl vorbehaltene Exkommunikation als Tatstrafe zugezogen haben.
Weiter erkläre ich, dass Msgr. Antonio de Castro Mayer, emeritierter Bischof von Campos, in dem er direkt an der Liturgiefeier als Konzelebrant teilnahm und öffentlich dem schismatischen Akt zustimmte, sich die von can. 1364 § 1 vorgesehene Exkommunikation als Tatstrafe zugezogen hat.
Die Priester und Gläubigen werden ermahnt, dem Schisma von Msgr. Lefebvre nicht zuzustimmen, weil sie sich ‚ipso facto‘ die schwere Strafe der Exkommunikation zuziehen würden.“

Durch diese Form der Feststellung kommt zugleich zum Ausdruck, dass die Exkommunikation keine von der Kirche verhängte Strafe, sondern, wie Johannes Paul II. aus Anlass seiner ersten Ansprache an die Sacra Romana Rota die durch die kirchliche Autorität vorgenommene „Feststellung einer Lage ist, in die der Betroffene sich selbst begeben hat.“
Zu den kirchenrechtlichen Konsequenzen der Exkommunikation Lefebvres führte der Kirchenrechtler Libero Gerosa aus:

„Die Feststellung der Exkommunikation Levebvres ist also auch eine Mahnung für alle Christen, dass sie die Gemeinschaft der Gläubigen ... nicht als ein ‚unbestimmtes Gefühl‘ verstehen können, sondern als eine gegenseitige Zugehörigkeit erleben sollen, die das ganze menschliche Leben prägen muss.
Des weiteren müssen die katholischen Christen, die Beziehungen zu den Anhängern Lefebvres pflegen, an folgendes erinnert werden:
a) Alle Gläubigen, die Mitglieder der Bruderschaft Lefebvres sind, und alle gläubigen, die absichtlich und regelmäßig an dem liturgischen und religiösen Leben dieser Bruderschaft teilnehmen, stehen nicht mehr in der vollen Gemeinschaft mit der katholischen Kirche und sind ‚ipso facto‘ der kanonischen Sanktion der Exkommunikation verfallen.
b) Als exkommunizierte Katholiken dürfen diese Gläubigen nicht zur heiligen Kommunion gehen. Sie dürfen auch nicht die anderes Sakramente spenden oder empfangen und kirchliche Ämter, Dienste oder Aufgaben ausüben ... Sofern das Eintreten der Exkommunikation förmlich festgestellt worden ist, müssen die betreffenden Gläubigen von Diensten bei liturgischen Feiern und vom Empfang der Eucharistie ferngehalten werden ... zur Übernahme des Patendienstes ... dürfen sie nicht zugelassen werden. Sie dürfen schließlich auch nicht in öffentliche kanonische Vereine aufgenommen werden …
c) Die exkommunizierten Katholiken, die es bereuen, eine solche antikirchliche Haltung angenommen zu haben, und ihre Widersetzlichkeit aufgeben ... dürfen zum Bußsakrament erst zugelassen werden, nachdem sie den Nachlass der Exkommunikation von der zuständigen kirchichen Autorität erhalten haben.“

### Ecclesia Dei
Am 2. Juli 1988 erließ Papst Johannes Paul II. das Motu proprio Ecclesia Dei, mit dem die schismatische Natur der Bischofsweihen herausgestellt wurde.  Auf diesem Motto proprio beruht zugleich die Einsetzung der Kommission Ecclesia Dei, die für die Behandlung der Bruderschaft zuständig sein sollte. Präfekt der Kommission wurde Kardinal Augustin Mayer, Sekretär Camille Perl, der bereits an der Visitation der Piusbruderschaft durch Kardinal Gagnon mitgewirkt hatte.

## Reaktionen innerhalb der Priesterbruderschaft
Auch intern stellten die Bischofsweihen eine Herausforderung für die Bruderschaft dar. Die Frage, ob gegebenenfalls auch ohne die Zustimmung Roms Bischöfe geweiht werden sollten, war im Vorfeld der Ereignisse natürlich Gegenstand von Erörterungen gewesen, bei denen einige Kritiker sich klar positioniert hatten. Als sich abzeichnete, dass auf eine Verständigung mit Rom nicht mehr zu hoffen war und Erzbischof Lefebvre selbständig handeln wollte, verließen etliche Mitglieder die Bruderschaft.

### Gründung der Petrusbruderschaft
Vor allem der Regens des Priesterseminars in Zaitzkofen, Pater Josef Meinrad Bisig, schied zusammen mit mehreren Seminaristen aus der Bruderschaft aus und gründete die Priesterbruderschaft St. Petrus.

### Zusammenhalt der Bruderschaft St. Pius X.
Die Bruderschaft selbst versuchte, den internen Zusammenhalt zu festigen und die Lücken, die durch die Austritte entstanden waren, zu kompensieren. Beginnend am 15. August 1988 wurde täglich eine Messe an die Heilige Jungfrau zum Dank für die Bischofskonsekrationen aufgeopfert und am 25. September weihte der neue Bischof Tissier de Mallerais sieben Priester, davon sechs für die Bruderschaft.

## Kirchenrechtliche Rechtfertigung
Gegen die Argumentation, die Weihen seien unerlaubt und schismatisch gewesen, verwies die Bruderschaft auf can. 1323 und argumentiert bis heute, dass nach dieser Vorschrift straffrei bleibe, wer ein Gesetz in einer schweren Notlage übertrete. Tatsächlich enthält die in Anspruch genommene Vorschrift eine entsprechende Regelung:

„Keiner Strafe ist unterworfen, wer bei Übertretung eines Gesetzes oder eines Verwaltungsbefehls:
…
4. aus schwerer Furcht, wenngleich nur relativ schwer, gezwungen oder aufgrund einer Notlage oder erheblicher Beschwernis gehandelt hat, sofern jedoch die Tat nicht in sich schlecht ist oder zum Schaden der Seelen gereicht;
…“

Die schwere Notlage soll darin bestanden haben, dass die Weihen angesichts des Alters von Erzbischof Lefebvre und die Ungewissheit über die Fortsetzung seines Werkes zur Rettung der Kirche geboten gewesen wären.
Außerhalb der Bruderschaft ist diese Argumentation nicht übernommen worden. Der Kirchenrechtler Ludger Müller gibt die „offizielle“ Auffassung folgendermaßen wieder:

„Hierzu ist zu sagen, dass die Notlage, von der c. 1323 spricht, eine objektiv bestehende Notlage ist. Eine solche Notlage lag nicht vor, und es kann auch nicht behauptet werden, dass Lefebvre irrtümlich – gleich ob schuldhaft oder nicht – geglaubt habe, dass es eine solche Notlage gebe, da ihm in jahrelangen Gesprächen und zuletzt durch das Monitum der Kongregation für die Bischöfe von der dafür zuständigen kirchlichen Autorität deren gegenteilige Beurteilung der Lage mitgeteilt wurde. Lefebvre hat mit vollem Vorsatz gegen das ausdrückliche Verbot des Apostolischen Stuhls gehandelt und somit die Unterordnung unter den Papst verweigert. Die Feststellung der Exkommunikation ist also mit vollem Recht dekretiert worden.“

Folgerichtig ist auch die Situation Lefebvres und seiner Anhänger für Ludger Müller klar:

„Die persönliche Lage Lefebvres, der neu geweihten Bischöfe und des Bischofs Castro Mayer ist eindeutig: Sie sind exkommuniziert. Die von Lefebvre bislang illegitim geweihten Priester sind suspendiert. Alle Gläubigen – gleich ob Priester, Diakone oder Laien – die weiterhin ihre Verbundenheit zu Lefebvre über die Unterordnung unter den Papst und die Gemeinschaft mit den diesen umgebenden Gläubigen stellen, stimmen dem Schisma Lefebvres zu und ziehen sich deshalb ebenfalls die von selbst eintretende Sanktion der Exkommunikation gemäß c. 1364 CIC zu.“

## Spätere Ereignisse
Schon die Einrichtung der Päpstlichen Kommission Ecclesia Dei zeigte, dass die Kurie den Dialog mit altrituellen Gemeinschaften nicht abbrechen lassen wollte. Auch mit der Piusbruderschaft selbst kam es, insbesondere nach dem Tode ihres Gründers, immer wieder zu Versuchen einer Annäherung. Während des Pontifikats von Johannes Paul II. wurde allerdings mehr die Gegensätzlichkeit der Positionen deutlich, als dass sich Möglichkeiten der Kompromissfindung abzeichneten. Am 31. März 2001 etwa erklärte Kardinal Louis-Marie Billé, ein Mitglied der Kommission Ecclesia Dei, in einem Interview mit der französischen Tageszeitung La Croix, die vollständige Anerkennung des Zweiten Vatikanischen Konzils sei eine Vorbedingung für die Aufnahme von Gesprächen. Am gleichen Tag soll Bischof Fellay als Generaloberer der Piusbruderschaft zwei Forderungen als conditio sine qua non für die Aufnahme von Gesprächen gestellt haben: Die weltweite Gestattung der Zelebration nach dem vorkonziliaren Messritus und die Rücknahme der Exkommunikation.

### Versöhnungsbemühungen
Kurz nach seiner Wahl zum Papst, im August 2005, empfing Benedikt XVI. den damaligen Generaloberen der Piusbruderschaft, Bischof Bernard Fellay, in Audienz. Bereits damals hat Fellay um die Aufhebung der Exkommunikation gebeten. Die Gespräche sollen allerdings an einer Indiskretion durch Bischof Richard Williamson gescheitert sein.
Im Dezember 2008 bat Fellay erneut um die Aufhebung der Exkommunikation und versicherte, die 1988 geweihten Bischöfe würden die katholische Lehre im kindlichen Geist annehmen und glaubten fest an den Primat Petri.

### Aufhebung der Exkommunikation
Im Jahr 2009 hob Papst Benedikt XVI. die Exkommunikation der vier geweihten Bischöfe auf. Die beiden Weihespender waren zu diesem Zeitpunkt bereits verstorben, ohne sich mit der Amtskirche versöhnt zu haben. Das auf den 21. Januar 2009 datierte und vom Präfekten der Kongregation für die Bischöfe, Kardinal Giovanni Battista Re unterzeichnete Dekret über die Aufhebung der Exkommunikation lautete wörtlich:

„Mit Schreiben vom 15. Dezember 2008, gerichtet an Kardinal Dario Castrillón Hoyos, Präsident der Päpstlichen Kommission Ecclesia Dei, hat Msgr. Bernard Fellay – auch im Namen der drei anderen am 30. Juni 1988 geweihten Bischöfe – erneut zur Aufhebung der Exkommunikation latae sententiae, offiziell erklärt per Dekret des Präfekten der Bischofskongregation am 1. Juli 1988, aufgefordert. In dem angesprochenen Schreiben bekräftigte Msgr. Fellay unter anderem: ‚Wir sind fest entschlossen in dem Willen, katholisch zu bleiben und alle unsere Kräfte in den Dienst der Kirche unseres Herrn Jesus Christus, der römisch-katholischen Kirche, zu stellen. Wir akzeptieren ihre Lehre mit kindlichem Geist. Wir glauben fest an den Primat Petri und seine Vorrechte, und daher bereitet die aktuelle Situation uns großes Leid.‘
S. H. Benedikt XVI. hat – mit väterlicher Einfühlsamkeit gegenüber dem spirituellen Unbehagen, zum Ausdruck gebracht durch die von der Strafe der Exkommunikation Betroffenen, und vertrauend auf die im zitierten Schreiben zum Ausdruck gebrachten Bemühungen, keine Anstrengung zu unterlassen, die notwendige Vertiefung der Gespräche mit der Autorität des Heiligen Stuhls in den noch offenen Frage zu erreichen, so dass es in Kürze eine umfassende und zufriedenstellende Lösung des Problems gebe – beschlossen, die durch ihre Bischofsweihen entstandene kirchenrechtliche Situation der Bischöfe Bernard Fellay, Bernard Tissier de Mallerais, Richard Williamson und Alfonso de Galarreta zu überdenken.
Mit diesem Dokument wünscht er sich, die gegenseitige Vertrauensbeziehung zu festigen sowie das Verhältnis der Piusbruderschaft zum Apostolischen Stuhl zu intensivieren und zu stabilisieren. Dieses Geschenk des Friedens, am Ende der Weihnachtszeit, wird auch ein Zeichen der Förderung der Einheit in der Liebe der Universalkirche und zur Überwindung des Skandals der Spaltung.
Es ist zu hoffen, dass diesem Schritt die Ermöglichung der vollen Gemeinschaft der gesamten Piusbruderschaft mit der Kirche folgt, womit wahre Treue und wahre Anerkennung des Lehramts und der Autorität des Papstes mit der sichtbaren Einheit bewiesen wäre.
Aufgrund der Berechtigung, die mir ausdrücklich durch den Heiligen Vater Benedikt XVI. gegeben wurde, erlasse ich kraft des vorliegenden Dekretes, die Strafe der Exkommunikation latae sententiae gegen die Bischöfe Bernard Fellay, Bernard Tissier des Mallerais, Richard Williamson und Alfonso de Galarreta, erklärt von dieser Kongregation am 1. Juli 1988, und erkläre die rechtlichen Auswirkungen [der Exkommunikation], beginnen mit dem heutigen Tag, an dem das Dekret ausgestellt wurde, für unwirksam.“

#### Reaktionen
Die Reaktionen auf die Aufhebung der Exkommunikation waren vielfältig, wenn auch überwiegend nicht kirchenrechtliche Aspekte im Vordergrund standen.

##### Öffentliche Reaktionen
Die öffentlichen Reaktionen waren überwiegend von dem Skandal um Bischof Williamson geprägt. Williamson hatte in einem Interview für eine schwedische Fernsehsendung gegenüber dem Journalisten Ali Fegan der Meinung Ausdruck gegeben, dass es keine Gaskammern gegeben habe. Wegen dieser Holocaustleugnung ist Williamson später in Deutschland rechtskräftig verurteilt worden. Mit Blick hierauf sprach der Spiegel von einem Betriebsunfall im Vatikan und einem Desaster für den Heiligen Vater.

##### Positionen in der Piusbruderschaft
Vertreter der Piusbruderschaft sahen in den Protesten gegen Williamson eine Inszenierung im Kampf gegen die Kirche. Franz Schmidberger beklagt zwar die „unklugen Äußerungen“ Williamsons, konstatierte aber vor allem: „Den antichristlichen Kreisen in der Welt war der Stock geliefert worden, mit dem sie die Kirche prügelten. Die Hölle war entfesselt, wir alle hatten in diesen Tagen und Wochen viel zu leiden, am meisten der Papst selbst.“

##### Innerkirchliche Stellungnahmen
Auch innerhalb der katholischen Kirche wurde die Entscheidung diskutiert und auch hier schwang meist das Problem der Holocaustleugnung durch Bishof Williamson mit.

###### Staatssekretariat
Bereits am 4. Februar 2009 kam es zu einer Erklärung aus dem Staatssekretariat „angesichts der Reaktionen auf das jüngste Dekret der Kongregation für die Bischöfe, mit dem die Exkommunikation von vier Bischöfen der Bruderschaft St. Pius X. aufgehoben wurde und im Hinblick auf die negationistischen oder verharmlosenden Erklärungen seitens des dieser Bruderschaft angehörenden Bischofs Williamson zur Shoa“. In der Note wird ausgeführt, dass die vier Bischöfe zwar von einer schweren kanonischen Strafe befreit worden seien, sich aber die rechtliche Situation der Bruderschaft St. Pius X. aber nicht geändert habe. Diese genieße nach wie vor keine kanonische Anerkennung in der Kirche. Auch die Bischöfe übten kein rechtmäßiges Amt aus.
Weiter wird ausgeführt, dass für eine künftige Anerkennung der Piusbruderschaft „unerlässliche Bedingung“ sei, dass diese das Zweite Vatikanische Konzil und das Lehramt der Päpste Johannes XXIII., Paul VI., Johannes Paul I., Johannes Paul II. sowie Benedikt XVI. anerkannten.
Ein dritter Abschnitt der Note befasst sich konkret mit der Holocaustleugnung durch Bischof Williamson: „Die Ansichten von Bischof Williamson über die Shoah sind absolut inakzeptabel und werden vom Heiligen Vater entschieden zurückgewiesen, wie er selbst am vergangenen 28. Januar hervorgehoben hat, als er mit Bezug auf jenen grausamen Völkermord seine volle und unbestreitbare Solidarität mit unseren Brüdern, den Trägern des ersten Bundes, betonte und bekräftigte, die Erinnerung an diesen schrecklichen Völkermord müsse ‚die Menschheit dazu bewegen, über die unvorhersehbare Macht des Bösen nachzudenken, die das Herz des Menschen ergreifen kann.‘“ Um die Zulassung zu bischöflichen Funktionen in der Kirche zu erhalten, müsse sich Williamson unmissverständlich und öffentlich von diesen Aussagen distanzieren, die dem Papst zum Zeitpunkt der Aufhebung der Exkommunikation nicht bekannt gewesen seien.

###### Gerhard Müller
Der damalige Regensburger Diözesanbischof und spätere Präfekt der Glaubenskongregation Gerhard Ludwig Müller nahm in einem am 6. Februar 2009 veröffentlichten Hirtenbrief zu der Entscheidung des Papstes Stellung:

„Wenn sie jetzt zur vollen Gemeinschaft der katholischen Kirche zurückkehren wollen, müssen die vier illegal geweihten Bischöfe auf die Ausübung der bischöflichen Weihevollmachten verzichten. Meiner Überzeugung nach können sie allenfalls als einfache Priester eingesetzt werden.“

###### Peter Hünermann
Der Theologe Peter Hünermann übte grundsätzlich von dem Skandal um Williamson unabhängige Kritik an der seines Erachtens missbräuchlichen und „letztlich nichtigen“ Entscheidung Benedikts XVI. Er verweist darauf, dass es keinen erkennbaren Akt der Reue gegeben habe und das Zweite Vatikanische Konzil nicht uneingeschränkt anerkannt werde. Ohne eine erkennbare Umkehr könne die Strafe der Exkommunikation aber nicht aufgehoben werden und im Übrigen könne auch ein Papst nicht von der Annahme der Lehre eines gültigen Konzils dispensieren.

###### Stephan Haering
Der Kirchenrechtler Stephan Haering, OSB, analysierte, dass die Erklärung der vier Bischöfe „nicht notwendig einen Sinneswandel“ zum Ausdruck brachte. Auch nach der Aufhebung der Exkommunikation seien Äußerungen aus der Piusbruderschaft zu vernehmen gewesen, die gerade nicht von Reue über in der Vergangenheit begangene Fehler geprägt gewesen seien. Es habe mithin kein Fall nach can. 1358 § 1  CIC vorgelegen, in welchem ein Anspruch auf Aufhebung der Beugestrafe nach Aufgabe der Widersetzlichkeit eingetreten sei, sondern, wie auch der Brief von Papst Benedikt XVI. an das Episkopat vom 10. März 2009 zeige, eine freie Begnadigung durch den Pontifex, der neue Brücken zu einer Gruppierung habe schlagen wollen, die nicht dauerhaft aus der vollen Gemeinschaft der Kirche fallen solle. Daraus soll folgen, dass die Piusbruderschaft durch die Aufhebung der Exkommunikation gerade nicht zu einer Vereinigung innerhalb der katholischen Kirche geworden sei, wie sie es bis 1976 gewesen ist. Die Bischöfe und Priester der Bruderschaft blieben irregulär und suspendiert von ihren unrechtmäßig empfangenen Weihen.

###### Benedikt XVI.
Angesichts des Ausmaßes der Diskussion sah sich der Papst veranlasst, am 10. März 2009 einen Brief an die Bischöfe der Katholischen Kirche zu schreiben. Er fühle sich „gedrängt, an Euch, liebe Mitbrüder, ein klärendes Wort zu richten, das helfen soll, die Absichten zu verstehen, die mich und ide zuständige Organe des Heiligen Stuhls bei diesem Schritt geleitet haben. Ich hoffe, auf diese Weise zum Frieden in der Kirche beizutragen.“
Nach dieser einleitenden Bemerkung drückt er sein Bedauern über die „Panne“ aus, dass die Aufhebung der Exkommunikation von dem „Fall Williamson“ „überlagert“ worden sei: „Der leise Gestus der Barmherzigkeit gegenüber vier gültig, aber nicht rechtmäßig geweihten Bischöfe erschien plötzlich als etwas ganz anderes: als Absage an die christlich-jüdische Versöhnung, als Rücknahme dessen, was das Konzil in dieser Sache zum Weg der Kirche erklärt hat.“ Weiter führt Benedikt XVI. weiter aus, er höre, dass ein aufmerksames Verfolgen der Nachrichten im Internet ermöglicht hätte rechtzeitig von dem Problem Kenntnis zu nehmen. Er lerne daraus, dass man beim Heiligen Stuhl auf diese Nachrichtenquelle künftig aufmerksamer achten müsse.
Sodann beklagt er in einer seinerzeit häufiger zitierten Wendung, dass „auch Katholiken, die es eigentlich besser wissen konnten, mit sprungbereiter Feindseligkeit auf mich einschlagen zu müssen glaubten.“ Hieran anschließend bekundet er seine Dankbarkeit gegenüber den „jüdischen Freunden“, dass es gelungen sei, das Missverständnis aus der Welt zu schaffen.
Hiernach wendet sich der Papst der Entscheidung selbst zu. Er legt dar, dass zwischen einer Maßnahme gegen Personen und einer solchen gegen Institutionen unterschieden werden müsse: „Die Personen wurden von der Gewissenslast der schwersten Kirchenstrafe befreit. Von dieser disziplinären Ebene ist der doktrinelle Bereich zu unterscheiden. … Solange die Bruderschaft keine kanonische Stellung in der Kirche hat, üben auch ihre Amtsträger keine rechtmäßigen Ämter in der Kirche aus.“
Um hierauf sinnvoll reagieren zu können, beabsichtige er, die Kommission Ecclesia Dei mit der Glaubenskongregation zu verbinden. „Damit soll deutlich werden, dass die jetzt zu behandelnden Probleme wesentlich doktrineller Natur sind, vor allem die Annahme des II. Vatikanischen Konzils und des nachkonziliaren Lehramts der Päpste betreffen. … Man kann die Lehrautorität der Kirche nicht im Jahr 1962 einfrieren – das muss der Bruderschaft ganz klar sein.“
Nach weiteren Ausführungen zu den Leitlinien seines Pontifikats spricht er sich dahingehend aus, dass der Kirche „eine Gemeinschaft in der es 491 Priester, 215 Seminaristen, 6 Seminare, 88 Schulen, 2 Universitäts-Institute, 117 Brüder und 164 Schwestern" gäbe, nicht gleichgültig sein könne. Sollen wir sie einfach als Vertreter einer radikalen Randgruppe aus der Suche nach Versöhnung und Einheit ausschließen? Was wird dann werden?“
Zum Abschluss führt Benedikt XVI. eine Stelle aus dem Galaterbrief des Apostels Paulus an. „Nehmt die Freiheit nicht zum Vorwand für das Fleisch, sondern dient einander in Liebe! Das ganze GEsetz wird in dem einen Wort zusammengefasst: Du sollst Deinen Nächsten lieben wie dich selbst! Wenn ihr einander beißt und zerreißt, dann gebt acht, dass ihr euch nicht gegenseitig umbringt.“ Dieses Wort führt Benedikt XVI. zu einem persönlichen Abschluss: „So möchte ich am Schluss all den vielen Bischöfen von Herzen danken, die mir in dieser Zeit bewegende Zeichen des Vertrauens und der Zuneigung vor allem aber ihr Gebet geschenkt haben. Dieser Dank gilt auch all den Gläubigen, die mir in dieser Zeit ihre unveränderte Treue zum Nachfolger des Heiligen Petrus bezeugt haben. Der Herr behüte uns alle und führe uns auf den Weg des Friedens. Das ist ein Wunsch, der spontan in meinem Herzen aufsteigt.“

#### Nach der Aufhebung
In der Folgezeit wurde mehrfach über eine Einigung der Bruderschaft mit der Kurie spekuliert, ohne dass diese letztlich zustande kam (Stand Juni 2024).

## Weihejubiläen
Im Juni 2013 feierten die drei in der Priesterbruderschaft verbliebenen Bischöfe den 25. Jahrestag ihrer Bischofsweihe. Aus diesem Anlass gab sie einen Sonderdruck (Nr. 25) ihres Mitteilungsblattes unter der Überschrift 25 Jahre Bischofsweihen. Damit die Kirche fortbestehe heraus.
2018 veröffentlichte die Piusbruderschaft zum dreißigjährigen Weihejubiläum eine umfangreiche Darstellung auf ihrer Internetseite.

## Perspektive
Nach dem Ausschluss des 2025 verstorbenen Richard Williamson aus der Bruderschaft im Jahr 2012 und dem Tod von Bischof Tissier de Mallerais im Jahr 2024 sind noch zwei der Auxiliarbischöfe aktiv; der jüngste unter ihnen ist Bernard Fellay (Jahrgang 1958). Noch ist also die Frage, wann sich aus Sicht der Bruderschaft erneut ein „Notstand“ ergibt, der zur Weihe von Bischöfen auch ohne Genehmigung aus Rom zwingen soll, spekulativ. Im Juni 2024 soll der französische Distriktsobere von der Notwendigkeit der Weihe jüngerer Bischöfe gesprochen haben. Zudem wird in traditionalistischen Kreisen gemutmaßt, es gebe Gespräche zwischen Papst Franziskus und dem amtierenden Generaloberen der Piusbruderschaft über neue Bischofsweihen, die Rom „tolerieren“, also nicht mit der Exkommunikation von Weihespendern und -empfängern beantworten könnte. So oder so wird sich die Frage, wenn es zu keiner Aussöhnung kommt, mit höherem Lebensalter der 1988 geweihten Bischöfe irgendwann stellen.